# Комфрей (Міннесота)
Комфрей (англ. Comfrey) — місто (англ. city) в США, в округах Браун і Коттонвуд штату Міннесота. Населення — 392 особи (2020).

## Географія
Комфрей розташований за координатами 44°6′40″ пн. ш. 94°54′12″ зх. д. / 44.11111° пн. ш. 94.90333° зх. д. (44.111071, -94.903440).  За даними Бюро перепису населення США в 2010 році місто мало площу 1,21 км², уся площа — суходіл. В 2017 році площа становила 1,11 км², уся площа — суходіл.

## Демографія
Згідно з переписом 2010 року, у місті мешкали 382 особи в 169 домогосподарствах у складі 110 родин. Густота населення становила 316 осіб/км².  Було 180 помешкань (149/км²).
Расовий склад населення:
| - 97,1 % — білих - 0,3 % — чорних або афроамериканців |

До двох чи більше рас належало 2,6 %. Частка іспаномовних становила 1,6 % від усіх жителів.
За віковим діапазоном населення розподілялося таким чином: 23,3 % — особи молодші 18 років, 51,8 % — особи у віці 18—64 років, 24,9 % — особи у віці 65 років та старші. Медіана віку мешканця становила 44,4 року. На 100 осіб жіночої статі у місті припадало 97,9 чоловіків;  на 100 жінок у віці від 18 років та старших — 87,8 чоловіків також старших 18 років.
Середній дохід на одне домашнє господарство  становив 57 294 долари США (медіана — 53 611), а середній дохід на одну сім'ю — 65 373 долари (медіана — 62 500). За межею бідності перебувало 12,0 % осіб, у тому числі 8,6 % дітей у віці до 18 років та 11,1 % осіб у віці 65 років та старших.
Цивільне працевлаштоване населення становило 175 осіб. Основні галузі зайнятості: сільське господарство, лісництво, риболовля — 20,6 %, освіта, охорона здоров'я та соціальна допомога — 17,7 %, виробництво — 15,4 %.